# 主要组织相容性复合体
主要组织相容性复合体（major histocompatibility complex，MHC），又称主要组织相容性複合基因，是存在于大部分脊椎动物基因组中的一个基因家族，由一群紧密连锁的基因群组成，呈高度多态性，其编码产物（主要组织相容性抗原）是抗原提呈和T细胞活化分子，与免疫应答及免疫调节密切相关，也是引起快而强的排斥反应的抗原；其中人類的MHC醣蛋白，又稱為人類白血球抗原（英語：human leukocyte antigen，簡稱HLA）。
MHC基因家族分为三个亚群，分别编码出三类分子：MHC I类分子、MHC II类分子、MHC III类分子。第一類MHC處理細胞內部产生的蛋白質（例如被病毒感染的细胞产生的病毒蛋白）；第二類MHC处理细胞吞入的外源性蛋白质（例如巨噬细胞吞噬的病原体）；第三類MHC主要由肝細胞與巨噬細胞產生，功能並不完全了解。
人體MHC基因區位於6號染色體短臂上（從 6p22.1 到 6p21.3），由包含224个基因，跨越360万个碱基对组成，包括一系列緊密連鎖的基因座，是目前已知的人类染色体中基因密度最高，也是多态性最为丰富的区域，故有「人類體內的化學指紋」之稱。MHC與人類的免疫系統功能密切相關，其中部分基因編碼細胞表面抗原，成為每個人的細胞不可混淆的「特徵」，是免疫系統區分本身和異體物質的基礎。

## MHC发现史
主要组织相容性基因复合体最早在近交系小鼠（inbred mice strains）中发现，克拉伦斯·库克·利特尔在做肿瘤组织移植实验时发现不同小鼠个体间会有排异反应。乔治·斯内尔将移植时引起排异的抗原命名为组织相容性抗原，并指出了H-2复合体就是小鼠的主要组织相容性复合体，这是最早发现的MHC基因座。因其贡献，斯内尔获得了1980年的諾貝爾生理醫學獎。

## 进化与物种分布
大多数哺乳动物的MHC变异与人类似，一样具有丰富的多基因性和多态性，不同动物物种的MHC名称如下：
| 物种 | 代号 | MHC名称                          |
| ---- | ---- | -------------------------------- |
| 小鼠 | H2   | histocompatibility system 2      |
| 大鼠 | RT1  | AgB                              |
| 人类 | HLA  | human leukocyte antigen          |
| 兔   | RLA  | rabbit leukocyte antigen         |
| 豚鼠 | GPLA | guinea pig leukocyte antigen     |
| 家猪 | SLA  | sus domesticus leukocyte antigen |
| 猴   | RhLA | rhesus macaque leukocyte antigen |
| 狗   | DLA  | dog leukocyte antigen            |

## 分類
根据基因的位置和功能，主要组织相容性复合体分为三类。

### 第一类主要組織相容性複合體
第一类主要組織相容性複合體（MHC I类分子）由一个跨越细胞膜的α链和一个连在这个链上的、细胞外的β2微球蛋白组成。整个分子由四个区组成，其中三个区位于α链上（α1-α3），β2微球蛋白组成第四个区。分子位于细胞外的部分（α1和α2）组成一个凹坑，肽可以粘在这个凹坑里。粘在这里的肽一般是在蛋白酶体里被拆除的蛋白质的残片。免疫细胞（比如CD8+-T细胞）可以检验这些被粘在细胞表面的肽来区分自身和外来的细胞。在人类，第一类MHC又称第一型人類白細胞抗原分子，在几乎所有有核细胞表面均有分布。这些分子又可以细分为HLA-A、HLA-B和HLA-C。
第一类MHC分子可以提供一般細胞內的一些狀況（呈現該細胞製造中蛋白質的片段），比如該細胞遭受病毒感染，則相病毒外膜碎片之氨基酸鏈（peptide）透過MHCⅠ呈現在細胞外側，可以供胞毒T細胞（CD8+ cytotoxic T cells）等辨識，以進行專一性的胞殺作用。

### 第二类主要組織相容性複合體
第二类主要組織相容性複合體（MHC II类分子）由一个α链和一个β链组成，两个链都穿过整个细胞膜。在细胞外这个分子有四个区（α1、α2、β1和β2），其中α1和β1组成一个凹坑。第二型主要組織相容性複合體比第一型主要組織相容性複合體稍大些。只位於专职抗原呈递细胞（antigen-presenting cell，APC）上，如巨噬細胞、B細胞、已活化的T細胞、樹突細胞和某種上皮細胞（皺壁上皮細胞，M細胞）。在巨噬过程中被溶酶体分解的蛋白质的肽被粘在第二型主要組織相容性複合體的結合位中。这个型的分子又可以下分为HLA-DP、HLA-DQ、HLA-DR、HLA-DN和HLA-DO。
這類提供則是細胞外部的情況，像是組織中有細菌侵入，則巨噬細胞進行吞食後，把細菌碎片利用MHCⅡ提示給輔助T細胞（CD4+ T helper cells）辨識，啟動專一性免疫反應。

### 第三类主要组织相容性复合体
第三类主要組織相容性複合體（MHC III类分子）的基因位于前两类之间，其分子主要参与补体系统。